# 津浦铁路的技术改造
津浦铁路曾歷經多次改造更新。中華人民共和国成立后，随着国民经济的恢复和发展，为提高铁路的运输能力，铁道部、铁路局和地方铁路部门曾多次改造津浦铁路，使津浦铁路在1978年成功建成双线，2006年成为電氣化鐵路。

## 正线改造
1945-1947年间，京沪路局对津浦铁路进行了大规模的维护，更换了28.92万根枕木，2217根钢轨，岔心294件、岔尖210付，补充道碴6.32立方米，清理道碴367公里。但受制于技术标准，路况没有根本的改善。
1949年下半年，铁路部门在站间距离在10公里以上的区间增设了会让站；
自1954年起，铁路部门对线路逐渐开展大修，一些道岔被更换为9至12号道岔；1950-1957年间，铁轨逐段更新为43公斤/米的钢轨，共计167.373公里；至1958年，220公里的钢轨被更换为50公斤/米。同时，铁路部门对路基翻浆地段进行整治，修筑肩沟和双侧排水暗沟，换掉小号道岔，至1961年对翻浆严重、路基下沉地段采取修筑盲沟、换土加固路基等措施。至1962年，线路允许速度比1949年前提高35公里。到1980年，全部铁轨皆更换为50公斤/米钢轨、钢筋混凝土轨枕(大中桥、道岔除外)，无缝线路已占75％；曲线半径原有5处在600米以下的，已有4处改为600米以上；大河至泰安站间由于改为双线绕行，使最大坡度由7.7‰降至5.4‰，除炒米店站有580米8.9‰的坡道外，其他区段均不超过5‰。从1984年开始，无缝线路部分又更换为60公斤/米或70公斤/米新轨。
1984年，许官屯-韩庄间正线为50公斤/米钢轨。至1995年更换为60公斤/米钢轨和75公斤/米重轨，并焊铺或铺设无缝线路；50公斤/米道岔逐步更换为AT型60公斤/米道岔；至1996年，德州-晏城间全部更换为Ⅱ型轨枕。为适应列车提速，1997年起，正线既有轨枕逐步更换Ⅲ型轨枕。1986-1995年，随站线改造，山东段车站正线、到发线上的50公斤/米道岔逐步更换为AT型60公斤/米道岔。1999年起，分段铺设跨区间、全区间无缝线路。
1994年，新滁河特大桥落成，自此永宁区间不再被水患困扰。
2003年7-12月间，德州-程家庄间改造曲线85处144条，共拨移线路61.47公里、新铺线路15.87公里、新建桥涵63座、新铺道岔10组、再铺道岔11组、房屋拆迁11345平方米。
2004年，济南局各工务段对所辖区段共整治桥梁87座，加固295孔32米预应力混凝土桥梁，改造邹城站南K528+000米处缓和曲线，增大缓和曲线半径130米，正线铺设60公斤/米钢轨、Ⅲ型轨枕，拆除梁式老桥，新建框构桥1座。工程于11月竣工。
曲线改造后，该地段线路容许速度由120公里/小时提高至140公里/小时。配合正线改造，1997-2001年拆除道口135处、建立交109座。1998-2003年沿线区间设置双侧全封闭隔离护栏。
并于1950年重建南沙河桥。

### 塌陷区段改造
1961至1962年间，三唐站及济南至白马山站间暴雨冲毁线路并造成路基下沉，但很快被修复。1971-1985年，泰安地区正线路基塌陷28次，最严重的一次塌陷处为直径8米、深5米，严重威胁行车安、影响运输能力。铁道第一勘测设计院勘测表明，路基塌陷为地下天然溶洞所致。为重点整治路基塌陷，旱桥跨越和岩溶注浆工程北纳入维护日程。
以下是两项工程的详细情况：
| 旱桥工程详细     | 旱桥工程详细               | 旱桥工程详细               |
|                  | 上行桥                     | 下行桥                     |
| ---------------- | -------------------------- | -------------------------- |
| 设计方           | 铁一院                     | 铁一院                     |
| 施工方           | 济铁工程总公司第三工程公司 | 济铁工程总公司第三工程公司 |
| 长度（米）       | 403.12                     | 403.12                     |
| 跨度             | 12孔                       | 12孔                       |
| 开工时间         | 1985年1月                  | 1988年7月                  |
| 竣工时间         | 1988年6月                  | 1990年2月                  |
| 土石方用量（m³） | 5.6万                      | 4.1万                      |
| 圬工用量（m³）   | 1.25万                     | 1.1万                      |
| 钢材用量（吨）   | 183.99                     | 179.3                      |
| 木材用量（m³）   | 213                        | 207                        |
| 水泥用量（吨）   | 2346                       | 2847                       |

| 岩溶注浆工程详细 | 岩溶注浆工程详细                  |
| ---------------- | --------------------------------- |
| 施工方           | 铁一院 山东勘测设计处             |
| 开工时间         | 1989年4月                         |
| 竣工时间         | 1989年11月                        |
| 区间             | K424+382（起点） K425+600（终点） |
| 施工长度（米）   | 803.24                            |
| 钻孔（个）       | 239                               |
| 水泥用量（吨）   | 3710                              |
| 河沙用量（m³）   | 205                               |
| 氯化钙用量（吨） | 85.5                              |

## 站线改造
自1950年起，各站开始增加站线及延长股道，更换钢轨。津浦铁路济南铁路分局辖区内的10个车站在1950-1953年间增加股道。1956-1957年部分车站的到发线有效长度从650米延长为850米。1976年双线全部通车后，各站到发线均达到850米，部分超过1050米，同时旅客候车室、天桥、地道、风雨棚、货物仓库等也被扩建。
1985年，许官屯-韩庄站间各站到发线有效长均为850米。1986-2005年，先后将各个车站的到发线、编发线有效长延长至1050米。工程完成土石方556559.6立方米，建桥涵29座，建房屋8837平方米，铺钢轨83.22公里，铺道岔554组。其中，三唐下行3股、上行4股到发线由850米分别延长至1700米和1712米，晏城站下行5股、上行4股到发线由850米延长至1700米。

## 更换提速道岔
为适应列车提速要求，1996年，黄河涯、三唐、平原车站更换提速道岔17组。1997-2002年，许官屯-韩庄间35个车站道岔更换提速道岔428组。2004年，党家庄、水屯、十二里阁站更换Ⅱ型提速道岔27组，许官屯、长庄、界河、大河站更换SC320型提速道岔39组。2000年，北集坡、大汶口、界河、滕州车站铺设冻结道岔32组。2002年，于官屯-晏城北间6个车站铺设冻结道岔46组。2004年，对170组道岔进行焊接或冻结。至2005年底，焊接和冻结道岔358组。2001-2002年，175组单机钩锁道岔改造为S700K双机钩锁道岔。2003-2004年，168组单机燕尾锁道岔更换为双机钩锁道岔。至2005年底，德州-韩庄间车站全部更换成双机钩锁道岔。

## 信号改造
1978年，津浦线天津至长庄间除姚官屯至捷地间外，双线自动闭塞开通。1979年，沧州站大站继电集中设备开通。天津至长庄间双线自动闭塞贯通。1983年，该线德州站大站继电集中开通，同时，天津至德州间双线自动闭塞全线贯通。1985年，津浦线实现了自动闭塞，线路通过能力提高到180对。1995年，津浦铁路和沪宁铁路提速至120每小時（75英里每小時）。

## 双线工程
津浦铁路的双线改造于20世纪50年代被提上了日程。中华人民共和国成立以后，津浦铁路客货运量不断增加，但是作为单线铁路，一直到1959年，输送能力都只有1400万吨/年，已不能满足日益增长的运输需求。于是，1957年5月，铁道部部署津浦线增建双线工作，并于1958年动工。由于政治经济环境的动荡，双线工程在60年代初被搁置，1964年部分复工，但一直到1975年工程才全面恢复建设。1978年全线建成双线，其配套工程于1985年收尾。同时，津浦铁路也升级为I级铁路。

### 河北及天津[6]

#### 设计
1955年4月，华北设计分局对津浦铁路天津-德州段增建二线工程进行勘测，因未解决南运河与铁路分流问题而停止；1958年2月，确定铁路运量按运河不分流计算。同年3月，铁道部第三、第四勘测设计院提出全线技术改造意见书；6月，铁道部提出鉴定意见，要求二线工程提前，尤其是通过能力紧张的天津至德州间必须在1960年第一季度内完成。铁三院为配合施工，在初步设计未完的情况下即进行施工设计，并于11月提出良王庄至德州段的设计文件，12月提出天津北至良王庄段（天津枢纽范围）的施工设计文件。
| 津浦铁路天津、河北段 双线技术条件设计 | 津浦铁路天津、河北段 双线技术条件设计 | 津浦铁路天津、河北段 双线技术条件设计 |
| 项目                                  | 详细                                  | 改动                                  |
| ------------------------------------- | ------------------------------------- | ------------------------------------- |
| 线路等级                              | Ⅰ级干线                               |                                       |
| 限制坡度                              | 4‰                                    |                                       |
| 最小曲线半径                          | 1000米， 困难地段600米                | 改为800米                             |
| 到发线有效长                          | 1050米， 预留1250米                   | 改为850米， 预留1050米                |
| 路基宽度                              | 单线5.6米 双线9.8米；                 |                                       |
| 钢轨                                  | 50公斤/米                             |                                       |
| 运营                                  |                                       |                                       |
| 桥梁载重等级                          | 中-22级                               |                                       |
| 机车类型                              | 蒸汽机车 1-5-1轮式                    |                                       |
| 牵引定数                              | 4200吨                                | 改为3300吨                            |
| 闭塞方式                              | 半自动闭塞                            | 改为自动闭塞                          |

#### 初期施工
1958年11月30日，天津至德州间二线工程开工，工程采用边设计边施工的方法进行。整个工程由北京铁路局承担，由北京铁路局天津工程处与天津专区联合组成复线修建指挥部，在两地沿线设9个施工所组织具体施工，共有5万余名民工自带工具、自筹食宿，参与复线的建设。施工采取先土方后桥涵、先小桥后中桥，先区间后站场的顺序进行。
开工后仅20天，就完成土方440万立方米，全段区间路基工程基本完工。自1958年底至1959年4月，先后建成涵管45处、中小桥梁113座；到1959年3月，全段铺轨132公里，但因石碴不足，到1960年3月，仅开通部分运输紧张区段的二线。初期工程总投资3137.5万元。天津西至德州间通过能力由原36对提高到46.6对。1960年底，津浦二线建设停止。

#### 复工
1975年5月27日，铁道部要求“集中设计、施工力量和物资，组织津浦、沪宁复线和枢纽建设大会战”，要求在1976年10月1日前修通全线的复线，1977年实现全线自动闭塞，1978年完成全线收尾配套工程。同年6月6日，铁道部又明确划分了设计、施工单位。北京铁路局、铁三院及沿线地方政府等共同组成津浦复线会战指挥部，加快了复线建设的进度。
铁三院和北京铁路局在其修改设计中，对第一次二线工程中的部分技术条件做了调整（见上表）。1975年天津至德州间二线工程再次开工。尽管1960年全部路基土方已完成，但由于十几年的雨水冲刷，土方一般损失近三分之二，工作量仍然很大。工程采用边设计、边施工、边验收的办法进行。
天津北至天津西间全长1333米的子牙河大桥是该线在天津市内的最大桥，其主河道上的两孔40米预应力钢筋混凝土简支串联箱形梁是铁道部重点科研项目，由北京铁路局、铁科院、铁三院、北方交通大学、铁道部丰台桥梁厂共同研制。
| 津浦铁路津德段第二次工程 | 津浦铁路津德段第二次工程 |
| ------------------------ | --- |
| 土方                     | 473.84万立方米 |
| 铺轨                     | 正线159.9公里 - 采用50公斤/米轨 站线201.531公里 - 到发线采用44.6公斤/米轨 - 其它站线采用38公斤/米以上钢轨                                                                          |
| 枕木                     | 正线及到发线：钢筋混凝土轨枕 其它站线：油枕及旧枕 |
| 桥梁                     | 特大型桥4座、延长4014米 大桥3座、延长738.9米 中小桥37座、延长808米 立交桥37座、延长1177.63米                                                                                       |
| 涵渠                     | 136座、延长2902.9米 |
| 车站改造                 | 天津西站 - 改为纵列式布局，并增加新的站线和站场 德州站 - 保留改造中修建的过渡场，使车站得到扩大 周李庄站 - 增加站线 沧州站 - 改为仅负责客运，在客站北新建编组场 一些车站也被撤销。 |
| 累计投资                 | 3亿9569万元 |

天津至德州间的二线工程于1977年9月30日完工，同年10月1日开通使用。使用投资36429万元，为概算的90.5％，加上二线第一次施工的投资，累计使用投资39569万元，每公里造价为166.2万元。德徐段也于1977年8月建成交付运营。

#### 成果
| 津德段双线通车后 运输上的变化 | 津德段双线通车后 运输上的变化 | 津德段双线通车后 运输上的变化        |
| 项目                          | 通车前                        | 通车后                               |
| ----------------------------- | ----------------------------- | ------------------------------------ |
| 时速                          | 58公里/小时                   | 105公里/小时 （1984年）              |
| 年货运量 （最高）             | 上行717万吨 下行1040万吨      | 上行2463万吨 下行3065万吨 （1987年） |
| 输送能力                      | 1600万吨/年                   | 5800万吨/年 （1987年）               |

### 山东
1958年津浦铁路山东段——济南铁路局辖内德州至蚌埠段（238-832公里处）双线动工，后因三年困难时期于1962年停工。1964年津浦双线工程复工，1976年6月德蚌段通车。
| 津浦铁路山东段 双线修建后技术参数 | 津浦铁路山东段 双线修建后技术参数       |
| 项目                              | 详细                                    |
| --------------------------------- | --------------------------------------- |
| 线路等级                          | I级干线                                 |
| 线路数量                          | 2（建成初期） 3（济泰第三线）           |
| 限制坡度                          | 济南泰安间8.6‰ 其他地段4‰               |
| 最小曲线半径                      | 一般为800米 个别地段600米 困难地段470米 |
| 到发线长度                        | 850米， 预留1050米                      |
| 运输                              |                                         |
| 牵引定数                          | 上行3500吨 下行2900吨                   |
| 设计通过能力                      | 90对                                    |
| 桥梁载重等级                      | 中-22级                                 |
| 牵引类型                          | 蒸汽机车 内燃机车                       |
| 閉塞方式                          | 自动闭塞                                |

#### 设计
1957年5月，铁道部第三设计院承担德州至茅村段的设计，概算为1亿2701.3万元。因“大跃进”形势所迫，双线提前于1958年7月施工，铁三院中止了初步设计，由济南局边设计、边施工。1960～1962年国民经济调整后，纠正了过去对运量估计偏高的设计。1964年德蚌段复工，由于情况的变化，又由济南局设计事务所承担了勘测设计。1966年5月至1976年10月，设计部门被取消，个别工程曾由施工部门自行设计，根据每年投资数额先施工运输紧张区段。

#### 施工
1958年在“全党全民大办铁路”的号召下，地方政府和当地居民大力支援铁路建设：山东省成立了复线修建指挥部，济南局成立了复线工程办公室，地方各县、市领导亲自担任指挥部的领导工作；济南铁路局基建处所属8个工程队及民工20万人被召集进工程，有些县的民工自带工具，自筹食宿，分段包干赶修，沿途群众还自发贡献物料。山东段双线工程自德州站外238公里处至蚌埠站外832公里处全面开工，大致过程如下：
| 津浦铁路山东段双线施工过程 | 津浦铁路山东段双线施工过程     | 津浦铁路山东段双线施工过程                                   | 津浦铁路山东段双线施工过程 |
| 工期                       | 时间                           | 区间                                                         | 成果 |
| -------------------------- | ------------------------------ | ------------------------------------------------------------ | --- |
| 第一工期                   | 1958年7月25日开工 1960年底停建 | 重点是于官屯至晏城、 北集坡至吴村、 薛城至韩庄区段 共147公里 | - 完成土石方1700万立方米， - 正线铺轨392公里， - 建桥涵503座（大桥13座）； - 双线开通41个区间， - 通车里程累计达318.280公里 |
| 第二工期                   | 1964年-1970年3月               | 徐州至蚌埠段                                                 | 徐蚌段双线全部贯通 - 新建宿县火车站 - 正线铺轨通车130.9公里 - 大桥6座 - 中小桥55座 - 房建8740平方米。 |
| 第三工期                   | 1971年-1976年6月               | 德州至徐州段                                                 | 山东段全线通车 - 正线铺轨通车90公里 - 大桥15座 - 中小桥涵83座 - 房建22.1万平方米 - 泺口大桥和兖州站两端仍为单线 |
| 第四工期                   | 1977年起                       | 工程收尾配套阶段                                             | 改造： - 济南机务段改为内燃机务段 - 济南站上行场扩建 - 胶济铁路引入济南枢纽 - 续建兖州站编组场及兖州机务折返段 - 泰安站整车货场改建、扩建 - 邹县站改建、扩建 新建、新安装： - 兖州站北编组场 - 自动闭塞工程 - 机车信号及调度监督设施                                                            |
| 全过程                     | 截至1985年底                   | 山东段全段                                                   | 工程一共使用： - 土石方2896.6万立方米； - 征用土地19.6万亩； 建成： - 桥梁709座，21682.1延长米； - 涵洞370座； - 正线铺轨624.607公里， - 站线261.893公里， - 道岔785组； - 全线建成自动闭塞； - 房屋38.05万平方米； - 机务折返段1个； 扩建： - 扩建给水站13个； - 扩建机务段、机务折返段各3个， |

津浦铁路双线工程在施工时既考虑与旧线配合，又要改造标准低及设备落后的既有线；其中，李家桥至三唐、炒米店至张夏、皮家店至泰安、符离集至十里堡等部分地段系双线绕行；北集坡至大汶口、利国至三张茂、大栗园至夹沟等部分地段系单线绕行，其余基本上紧靠旧线修筑的。

#### 成果
| 山东段双线通车后 运输上的变化 | 山东段双线通车后 运输上的变化 | 山东段双线通车后 运输上的变化 |
| 项目                          | 通车前                        | 通车后（1980年）              |
| ----------------------------- | ----------------------------- | ----------------------------- |
| 年货运量                      | 上行688万吨 下行568万吨       | 上行1200万吨 下行3370万吨     |
| 通过能力 （设计/实际）        | 36对/22对                     | 90对/59对                     |
| 牵引定数                      | 2500吨                        | 3500吨                        |

### 安徽和江苏
1949年后，津浦铁路桃山集-乌衣段虽然不断得到改善，但运量迅速上升，1956年蚌埠至乌衣段货流密度已达1238万吨。由于单线行车（只有浦镇-浦口之间是双线），通过能力有限，列车经常堵塞，为此，国家批准修建津浦双线。徐州至浦口段由铁四院和上海铁路局勘测设计；徐州以北江苏省境内复线由铁五院勘测设计。

#### 初期工程
1958年11月桃乌段分两段施工，徐州至蚌埠段初由济南铁路局负责施工，1960年3月后改由当时的蚌埠铁路局负责施工；蚌埠至东葛段由上海铁路局及蚌埠铁路局先后负责施工。1958年7月，徐州以北区间开工，地方民工7000人参加施工，1961年底除个别区段为单线，徐州以北全部建成双线；徐州以南1958年11月开工，参加筑路民工近9万人，全线同时赶筑。施工中暴露了设计资料和施工技术指导跟不上施工进度的问题。

#### 复工
1964年津浦双线复工；工程中采取建成一段，交付运行一段，关键地段先修先通的施工方案。1978年徐州至东葛段双线全部竣工交付运营。
1958年后修建桃乌段双线时，撤销了一批站所。1974年-1978年6月，又一批车站在双线工程中被扩建和技术改造，同时滁县、明光站被迁建。

#### 成果
| 津浦铁路江苏、安徽段 建成后技术参数 | 津浦铁路江苏、安徽段 建成后技术参数 |
| ----------------------------------- | ----------------------------------- |
| 线路限制坡度                        | 4‰                                  |
| 最小曲线半径                        | 1200米                              |
| 到发线有效长                        | 1050米                              |
| 桥梁载重等级                        | 中－22级                            |
| 牵引类型                            | 前进型蒸汽机车                      |
| 牵引定数                            | 上行2900吨 下行3500吨               |
| 速度                                | 80公里/小时                         |
| 通过能力                            | 90对 116对（1987年）                |
| 实际投资                            | 2.6亿 （89万元/公里）               |

1978年双线建成后，正线钢轨更换为50公斤／米新轨，每公里铺设枕木1840根，道床正线石碴厚度为0.45米。1965年在修建双线时废弃旧桥梁23座，桥改涵20处。1975年新建成蚌埠淮河铁路双线桥、明光池河大桥及蚌埠东特大旱桥各1座。

## 济泰第三线
津浦铁路建成时，济南-泰山间下行正线K372-K374处为9.2‰上坡道，线路坡度大，严重影响运输能力。铁道部、济南局决定济南-泰安间局部线路实施改线落坡工程，党家庄-崮山、青杨-界首间增建第三线，作为下行货物列车运行线。
两段第三线的长度分别为6.32公里和9.83公里。工程由铁道第三勘测设计院设计，济铁工程总公司施工。1992年4月开工，1994年10月竣工，1995年7月开通投产。主要工程量为新增4个线路所，采用6502电气集中联锁设备，区间为单向移频自动闭塞，14个闭塞分区，区间增加信号机12架，同时完成通信、电力等配套工程。第三线建成后，济南-泰山段下行线坡度由9.2‰降至5‰，改善了列车运行条件。济南-徐州方向的年运输能力从4000万吨提高至4700万吨，旅客列车由33对增加至45对，牵引定数由3700吨/列提高至4000吨/列。
由于客货列车时速差距大，运能损失严重，行车安全存在隐患。为此，铁道部、济南局决定对济南-泰山段三线实施续建工程，撤销4个线路所，把三线分别由党家庄站引入崮山站、由青杨站引入界首站。工程于2001年10月开工，2002年12月竣工投产。该工程正线铺轨19.38公里，建桥涵45座，同时完成通信、信号、电力等相关配套工程。

## 电气化工程
| 电气化工程 技术标准 | 电气化工程 技术标准          |
| 项目                | 标准                         |
| ------------------- | ---------------------------- |
| 铁路等级            | 国铁Ⅰ级                      |
| 线路数量            | 2 3（部分区间）              |
| 限制坡度            | 4‰                           |
| 牵引方式            | 电力机车 - SS9 - SS7E - SS4G |
| 牵引重量            | ≥5000吨/列                   |
| 到发线长度          | 1050米 850米（个别车站）     |
| 闭塞方式            | ZPW2000A型自动闭塞           |
| 建筑限界            | 满足开行双层集装箱列车条件   |

2005-2006年间，津浦铁路许官屯-韩庄间进行了电气化，其中2005年7月-2006年月间进行了供电工程。工程包括新建8个牵引变电所和8个分区所，其中党家庄分区所兼开闭所；另外还新建了4个接触网开关控制站。各牵引变电所采用两路110千伏电源过线，一主一备，牵引变压器采用V/V接线。工程由中铁电气化勘测设计研究院设计，中铁电气化局集团公司施工。共敷设接触网16.5公里，敷设电缆167公里。
接触网工程在2005年7月1日-2006年6月15日间进行。接触网采用工频单向交流制25千伏带回流的直接供电方式，全补偿单链型悬挂(直链型)。工程由铁道第三勘测设计院设计，其中炒米店(不含)-韩庄段由中铁电气化勘测设计研究院设计，由中铁电气化局集团公司施工。共安装混凝土支柱22411根，安装钢柱4599根，浇注基础2920个，拉线安装7105处，承力索架设2216.96条公里，接触线架设2216.96条公里，回流线架设1330.12公里，架空线235.2公里，供电线架设109.38公里。接触网于2006年7月1日正式投入运营。